# Dichter der Nederlanden
Dichter der Nederlanden (tot 2025 Dichter des Vaderlands) is een titel in Nederland die op 27 januari 2000 voor het eerst werd toegekend. Het was een initiatief van NRC Handelsblad, de NPS en de stichting Poetry International. Het idee is geïnspireerd door de in Engeland al eeuwen bestaande Poet Laureate. Bij de omvorming van deze titel werd er geen rekening mee gehouden dat de titel Dichter der Nederlanden in 2015 al eenmalig door het Algemeen-Nederlands Verbond (ANV) werd toegekend aan Joke van Leeuwen voor een periode van twee jaar. Die titel sloeg toen op het Nederlandstalige taalgebied, waar de huidige betrekking heeft op het koninkrijk der Nederlanden en zijn voormalige kolonies. 
De titel 'Dichter des Vaderlands' had volgens NRC oorspronkelijk nog "een zekere ironische lading", maar die lading verwaterde langzamerhand. In februari 2025 is de titel gewijzigd van 'Dichter des Vaderlands' in 'Dichter der Nederlanden'. Dit gebeurde op verzoek van de verschillende dragers, namelijk Babs Gons (dichter), Anne-Maartje Lemereis (componist), Mirella Klomp (theoloog), Marwan Magroun (fotograaf), Marjan Slob (denker) en Jan Vriends (stripmaker), vanwege "een gedeeld ongemak over een term (vaderlands) die als gedateerd wordt ervaren".
Naast een Dichter des Vaderlands kent Nederland ook een groot aantal stadsdichters.

## Geschiedenis
De eerste drager van de titel was dichter Gerrit Komrij. Weliswaar kreeg Rutger Kopland de meeste stemmen van de poëzielezers, maar hij bedankte voor de eer vanwege het vele werk dat dit met zich mee zou brengen. Nummer twee, Komrij, werd daarop de officiële eerste Dichter des Vaderlands.
Op 29 januari 2004 maakte Komrij bekend dat hij met onmiddellijke ingang zou stoppen met zijn functie. Kort hierop organiseerde Rottend Staal een verkiezing voor zijn opvolging. Op 23 februari werd dat (ad interim) Simon Vinkenoog. Deze verkiezing werd echter niet door de initiatiefnemers erkend. NRC vroeg, naar aanleiding van het overlijden van koningin Juliana, aan Ilja Leonard Pfeijffer het Dichter des Vaderslands-gedicht te schrijven.
Van 3 december 2004 tot 2 januari 2005 werd de officiële verkiezing voor Komrijs opvolger gehouden, die resulteerde in de keuze – bekendgemaakt op 26 januari 2005 – van de tweede Dichter des Vaderslands, de Groningse dichter Driek van Wissen.
In januari 2009 werd Ramsey Nasr gekozen als Dichter des Vaderlands. Anders dan bij zijn twee voorgangers, was de keuze van het publiek niet langer vrij, maar werd deze door een commissie beperkt tot een shortlist van vijf kandidaten.
Per 31 januari 2013 werd Anne Vegter Dichter des Vaderlands. Zij werd niet gekozen, maar door een commissie benoemd voor vier jaar.

## Dichters
| Dichter             | Periode in functie |
| ------------------- | ------------------ |
| Gerrit Komrij       | 2000 – 2004        |
| Simon Vinkenoog     | 2004 – 2005        |
| Driek van Wissen    | 2005 – 2009        |
| Ramsey Nasr         | 2009 – 2013        |
| Anne Vegter         | 2013 – 2017        |
| Ester Naomi Perquin | 2017 – 2019        |
| Tsead Bruinja       | 2019 – 2021        |
| Lieke Marsman       | 2021– 2023         |
| Babs Gons           | 2023 – 2025        |

## In België
Ook België heeft eerder al eens een Dichter des Vaderlands gehad: in 1899 werd de Franstalige Vlaamse dichter Emile Verhaeren door koning Albert I benoemd als 'poète national'.
Vanaf januari 2014 werd de eretitel opnieuw toegekend. Om de twee jaar gaat de eretitel naar een dichter uit een andere taalgemeenschap. Voor meer informatie, zie de pagina Dichter des Vaderlands (België).